# Patrick Vonderau
Patrick Vonderau  (* 11. November 1968) ist ein deutscher Medienwissenschaftler und Hochschullehrer.

## Leben
Vonderau wuchs in Berlin auf und studierte an der Freien Universität, der Humboldt-Universität sowie der Universität Kopenhagen Film- und Medienwissenschaft sowie Skandinavistik. Er promovierte 2005 an der Humboldt-Universität zu Berlin mit einer Arbeit zur Filmdistribution. Von 2001 bis 2004 war er als wissenschaftlicher Mitarbeiter an der Universität der Künste Berlin (Gesellschafts- und Wirtschaftskommunikation/GWK), von 2004 bis 2009 an der Ruhr-Universität Bochum (Medienwissenschaft) beschäftigt. 2009 ging Vonderau als Senior Research Fellow an das Institut für Medienwissenschaft der Universität Stockholm, ab 2012 war er ebendort als Senior Lecturer, ab 2014 als Professor tätig. 2018 wurde er zum W3-Professor für Medien- und Kommunikationswissenschaft an die Martin-Luther-Universität Halle-Wittenberg berufen. Er ist Kuratoriums- und Beiratsmitglied des ZEM – Brandenburgisches Zentrum für Medienforschung.
Seine Forschungsschwerpunkte sind Medienindustrien, Produktionstudien (Production Studies), digitale Distributionsformen und Infrastrukturen, Medien, Märkte und Marketing, Filmwerbung sowie Industrie- und Werbefilm. Vonderau ist Mitbegründer des European Network for Cinema and Media Studies (NECS) und Mitherausgeber der Zeitschrift Montage AV sowie des  Media Industries Journal.
Vonderau war 2011 Principal Investigator und 2015 Affiliated Researcher des Media Industries Project am Carsey Wolf Center der University of California at Santa Barbara. Er leitet mit Jana Costas das Forschungsnetzwerk Digitale Kultur, das auf Basis einer Zuwendung des BKM (Beauftragte der Bundesregierung für Kultur und Medien) eine Studie zur Vergütungssituation im Musikstreaming durchführt.

## Publikationen (Auswahl)
- Advertising and the Transformation of Screen Cultures. Amsterdam: Amsterdam University Press, 2020 (Ko-Autor mit Bo Florin u. Yvonne Zimmermann).
- Spotify Teardown: Inside the Black Box of Streaming Music. Cambridge, MA: MIT Press, 2019 (Ko-Autor mit Pelle Snickars, Rasmus Fleischer, Maria Eriksson u. Anna Johansson).
- Films that Sell: Moving Pictures and Advertising. London/New York: BFI/Palgrave, 2016 (= Cultural Histories of Cinema Series; hg. v. Haidee Wasson u. Lee Grieveson) (Ko-Herausgeber mit Bo Florin u. Nico de Klerk).
- Behind the Screen: Inside European Production Cultures. London/New York: Palgrave MacMillan, 2013 (Ko-Herausgeber mit Petr Szczepanik).
- Moving Data: The iPhone and the Future of Media. New York: Columbia University Press, 2012 (Ko-Herausgeber mit Pelle Snickars).
- The YouTube Reader. Stockholm/London: National Library of Sweden/Wallflower Press, 2009 (Ko-Herausgeber mit Pelle Snickars).